# Бордерс, Пэт
Патрик «Пэт» Лэнс Бордерс (англ. Patrick Lance Borders; род. 14 мая 1963) — профессиональный американский бейсболист, кэтчер. Выступал в MLB с 1988 по 2005 год. Двукратный победитель Мировой серии в составе «Торонто Блю Джейс», победитель Олимпиады 2000 в составе сборной США. В настоящее время — тренер команды «Уильямспорт Кросскаттерс», входящей в систему «Филадельфии».

## Ранние годы
Родился в Коламбусе, Огайо, но большую часть детства провёл в Лейк-Уэлс во Флориде. Во время учёбы в школе занимался бейсболом и футболом. В старшей школе установил рекорд команды, сделав за сезон 10 хоум-ранов и 36 RBI. Получил предложение стипендии от университета Миссисипи Стейт, но отклонил его ради контракта с «Блю Джейс», который задрафтовал Бордерса в 6-м раунде драфта 1982 года.

## Профессиональная карьера
Дебютировал в MLB в 1988 году, проведя шесть лет в системе «Блю Джейс». В дебютном сезоне провёл 56 игр, в основном на позициях игрока первой и третьей базы, после чего переквалифицировался в кэтчера.
В сезонах 1992 и 1993 являлся одним из ведущих игроков «Торонто», дважды подряд одержавшего победу в Мировой серии. В играх Мировой серии 1992 года отбивал с процентом .450 и сделал один хоум-ран, получив титул MVP.
В 1994 году покинул «Блю Джейс» в качестве свободного агента после семи лет в составе команды. Играл за «Канзас-Сити Роялс», «Хьюстон Астрос», «Калифорния Энджелс», «Чикаго Уайт Сокс», «Кливленд Индианс» и «Сиэтл Маринерс». Ни в одной из этих команд не провёл больше 55 игр за сезон.
В 2005 году также выступал в Лиге Тихоокеанского побережья за «Такому Рейнирс».
В 2006 году участвовал в предсезонных играх в составе «Лос-Анджелес Доджерс».
27 мая 2006 года объявил о завершении карьеры.
Один из четырёх игроков, выигравших Мировую серию и Олимпиаду (вместе с Дагом Минткевичем и кубинцами Орландо Эрнандесом и Хосе Контрерасом).
В июне 2015 года начал тренерскую карьеру, возглавив команду «Уильямспорт Кросскаттерс».